# 6e sommet Union européenne - Union africaine

Le 6e sommet Union européenne-Union africaine a eu lieu à Bruxelles les 17 et 18 février 2022. L'événement était initialement prévu pour octobre 2020, mais a été reporté dans le contexte de la pandémie de COVID-19.
Le sommet était coprésidé par le président du Conseil européen, Charles Michel, et le président du Sénégal et de l'Union africaine Macky Sall. L'événement a réuni des représentants de l'UE et de l'UA ainsi que de leurs États membres.
Une étude commandée par la Commission européenne a conclu que, bien qu'elle soit le premier partenaire commercial de l'Afrique, l'Union européenne n'est pas perçue comme un partenaire majeur pour les États africains, les États-Unis et la Chine étant mieux classés.
Le sommet a été organisé pour répondre à certaines de ces préoccupations ainsi qu'à des questions complexes liées à certains aspects de l'immigration africaine en Europe et à la réponse de l'Union européenne à la pandémie de COVID-19,. La plateforme de collaboration scientifique Afrique-Europe de l'AERAP a organisé un événement parallèle sur la contribution de la recherche et du développement collaboratifs aux relations UE-Afrique.